# Vijftal
Vijftal is een Nederlandse jongensgroep die op TikTok onderhoudende video's, korte vlogs en challenges publiceert. De groep bestaat uit Timo Klop, Tigo van den Berg, Caden Hoorn en Xavi Muijsson. De jongensgroep is vooral bekend van challenges waarin ze voorbijgangers op straat uitdagen aan een opdracht mee te doen. Op 10 mei 2024 is bekendgemaakt dat een van de leden, David Geluk, heeft besloten te stoppen binnen de jongensgroep Vijftal. Even later stopt ook Thijs Jonker. Vanaf het TINA Festival in 2024 wordt Xavi Muijsson lid van de groep. Eerdere (tijdelijke) leden waren; Sem Ben Yakar, Polo Derks en Ben Grosskopf. 

## Geschiedenis
De groep had naast hun hoofdaccount VIJFTAL (@vijftal) een 'collab-account' Vijftal Stories (@vijftalstories), dat vooral werd gebruikt om video's met andere bekende contentmakers en influencers te produceren. Dit laatste account werd in 2023 door TikTok verwijderd, omdat het platform meende dat de jongens jonger dan 13 jaar waren.
In augustus 2023 had de groep ruim 445.000 volgers op het hoofdaccount, waardoor Vijftal in de top 25 grootste tiktokkers van Nederland stond.
In juli 2022 werd bekend dat de groep was genomineerd voor twee socialemediaprijzen: Leukste Nieuwkomer op TikTok en Beste Online Ster. Ze namen het op tegen onder meer Enzo Knol, StukTV, Kalvijn, Gio en Dylan Haegens.
Vijftal kwam landelijk in het nieuws toen burgemeester Jan Hamming van Zaandam op TikTok een internetsensatie werd, nadat hij van de jongensgroep een TikTok-les had gekregen. Het aantal volgers van de burgemeester verdubbelde. Vijftal noemde hem de "coolste burgemeester van Nederland". Hart van Nederland (SBS) maakte hierover een rapportage.
Vijftal is niet alleen actief op TikTok, ze waren ook betrokken bij de promotie van het (kinder)televisieprogramma Oorlog-stories van NPO Zapp. Deze serie, welke zich afspeelt in de Tweede Wereldoorlog, won de Cinekid Leeuw voor beste Nederlandse fictieserie. De groep heeft diverse samenwerkingen op zijn naam staan. Zo hebben NPO Zapp, Universal Pictures, Calvin Klein, Bon Bini Holland, ABN AMRO, Walibi Holland, Sony Music en winkelketen Jamin voor diverse projecten met deze jongens samengewerkt.

## Prijzen en nominaties
| Jaar | Prijs                                | Categorie | Uitslag     |
| ---- | ------------------------------------ | --------- | ----------- |
| 2022 | Leukste Nieuwkomer op TikTok         | TikTok    | Genomineerd |
| 2022 | Tina Awards - Beste Online Ster 2022 | Online    | Genomineerd |
| 2022 | NPO Zapp Awards - Favoriete Ster     | Online    | Genomineerd |
| 2023 | Tina Awards - Beste Online Ster 2023 | Online    | Gewonnen    |
| 2023 | NPO Zapp Awards - Favoriete Ster     | Online    | Genomineerd |